# Noah Taylor

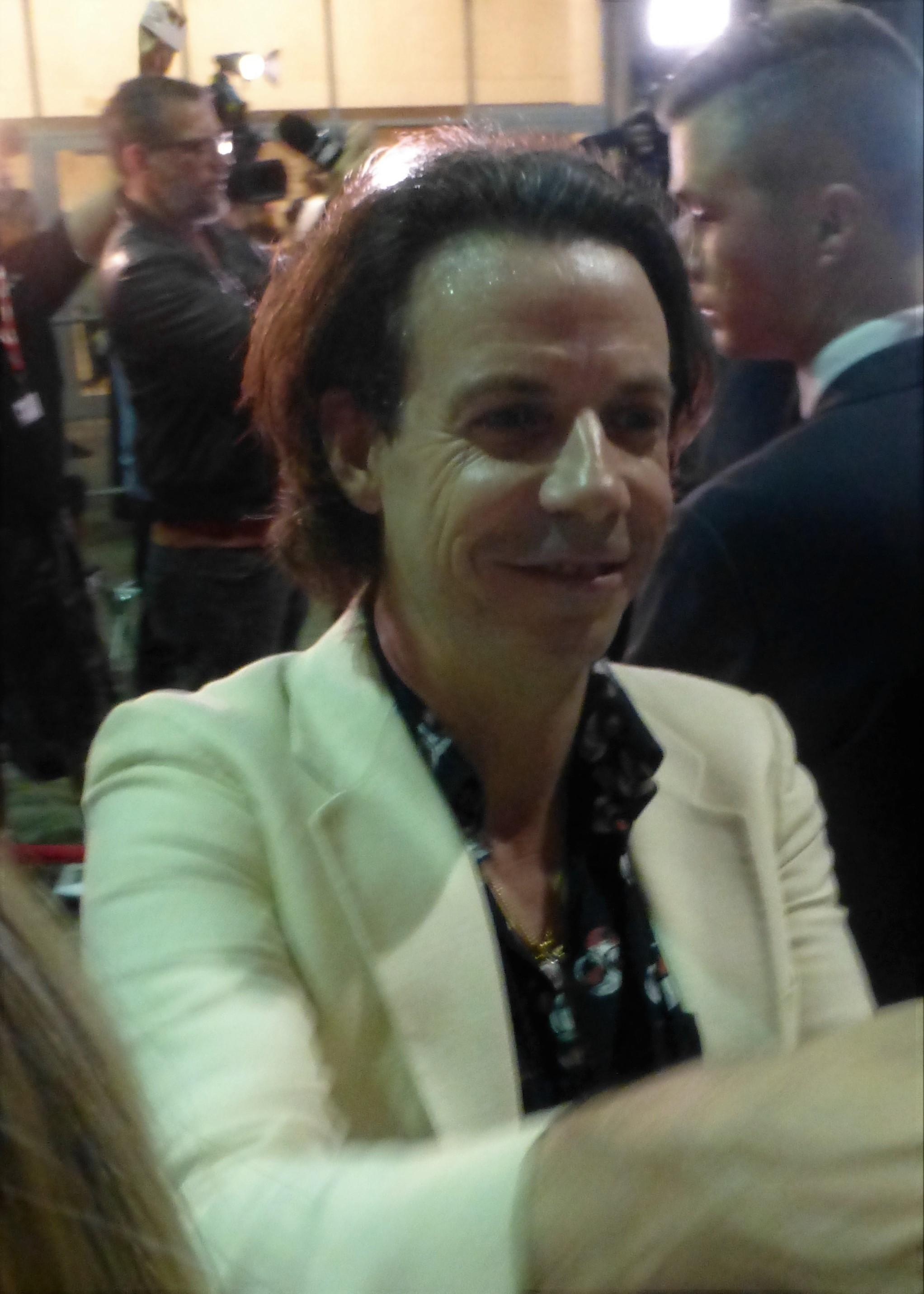
Noah Taylor beim Toronto International Film Festival 2016

Noah George Taylor (* 4. September 1969 in London, England) ist ein australischer Filmschauspieler.

## Leben und Karriere
Noah Taylor wurde 1969 in London geboren. 1974 zog er zusammen mit seiner Familie nach Australien. Nach Abschluss der High School begann Taylor mit der Schauspielerei. Für seinen ersten Film Das Jahr meiner ersten Liebe wurde er für einen AFI Award nominiert. Sein internationaler Durchbruch gelang ihm an der Seite von Armin Mueller-Stahl und Geoffrey Rush in Shine – Der Weg ins Licht.
Noah Taylor heiratete am 14. November 2012 die Modedesignerin Dionne Harris. Seinen Wohnsitz hat er in Brighton in der südostenglischen Grafschaft East Sussex.

## Filmografie (Auswahl)
- 1987: Das Jahr meiner ersten Liebe (The Year My Voice Broke)
- 1989: Songlines (Video zum Song „Romeos“ von Alphaville)
- 1989: Bangkok Hilton
- 1991: Flirting – Spiel mit der Liebe (Flirting)
- 1991: Inspektor Morse, Mordkommission Oxford (Inspector Morse, Fernsehserie, 1 Folge)
- 1996: Shine – Der Weg ins Licht (Shine)
- 1999: Simon Magus
- 1999: Mauvaise passe
- 2000: Almost Famous – Fast berühmt (Almost Famous)
- 2001: Vanilla Sky
- 2001: he died with a felafel in his hand
- 2001: Lara Croft: Tomb Raider
- 2002: Max
- 2003: Lara Croft: Tomb Raider – Die Wiege des Lebens (Lara Croft Tomb Raider: The Cradle of Life)
- 2004: Die Tiefseetaucher (The Life Aquatic with Steve Zissou)
- 2005: Charlie und die Schokoladenfabrik (Charlie and the Chocolate Factory)
- 2005: The New World
- 2005: The Proposition – Tödliches Angebot (The Proposition)
- 2010: Submarine
- 2010: Red, White & Blue
- 2011: Red Dog
- 2012: Lawless – Die Gesetzlosen (Lawless)
- 2013: The Double
- 2013: Mindscape
- 2013–2014: Game of Thrones (Fernsehserie, 8 Episoden)
- 2014: Predestination
- 2014: Edge of Tomorrow
- 2014: Welcome to Karastan (Lost in Karastan)
- 2014: Peaky Blinders – Gangs of Birmingham (Peaky Blinders, Fernsehserie, 6 Episoden)
- 2015: Und dann gabs keines mehr (And Then There Were None, Miniserie, 2 Episoden)
- 2015: Powers (Fernsehserie, 10 Episoden)
- 2016: Free Fire
- 2016: The Windmill Massacre
- 2017: Paddington 2
- 2017–2019: Preacher (Fernsehserie, 18 Episoden)
- 2018: Skyscraper
- 2019: Hanna (Fernsehserie, 3 Episoden)
- 2023: Foundation (Fernsehserie, 3 Episoden)
- 2023: Ein Funken Hoffnung – Anne Franks Helferin (A Small Light, Miniserie, 6 Episoden)
- 2024: So Long, Marianne (Miniserie, 8 Episoden)